# LFI-PUR
LFI-PUR bedeutet Long-Fiber-Injektion (Lang-Faser Injektion) für Polyurethan. LFI-PUR ist ein Verfahren zur Herstellung von faserverstärkten Kunststoffbauteilen, das von der KraussMaffei Technologies GmbH entwickelt wurde und erstmals 1995 vorgestellt wurde.
Als Verstärkungsfasern dienen dabei Glasfasern. Die Glasfaser wird in dem Verfahren zerschnitten, in einem speziellen Mischkopf mit dem flüssigen Polyurethan benetzt und in ein offenes Werkzeug eingetragen. Das Werkzeug wird geschlossen, und das Polyurethan schäumt auf, sodass es die Werkzeugform vollständig ausfüllt. Dadurch können Bauteile mit unterschiedlichen Dichten und Wandstärken realisiert werden.
Typische Anwendungsfälle für das LFI-Verfahren sind großflächige Strukturbauteile. So kommt es beispielsweise bei der Herstellungen von Traktor-Motorhauben und anderen Verkleidungsteilen im Nutzfahrzeugsektor zum Einsatz.